# 続・社長学ABC
『続・社長学ABC』（ぞく しゃちょうがくエービーシー）は、1970年2月28日に東宝系で公開された日本映画。カラー。シネマスコープ。

## 概要
『社長シリーズ』の第33作にして最終作。本作では、前作で大社長になれずに会長止まりだった網野（森繁久彌）が、広島の珍味会社との業務提携を成功させ、念願の大社長に就任してシリーズ大団円となるという内容。この後、翌1971年には小林桂樹が社長を演じた傍流作品『昭和ひとけた社長対ふたけた社員』2部作（監督：石田勝心）が製作されるが、ヒットせずに終わった。さらに前後して、同年1月公開の『若大将対青大将』（監督：岩内克己）をもって『若大将シリーズ』が終結、そして同年12月公開の『日本一のショック男』をもってクレージー映画も終結し、既に1969年に終結した『駅前シリーズ』を含めて、東宝4大喜劇シリーズが全て終了となった。
1958年公開の『社長三代記』以来、（一部を除き）小林の母親役を演じた英百合子は、本作公開21日前の1970年2月7日に逝去、本作が遺作となった。

## スタッフ
- 製作：藤本真澄／五明忠人
- 脚本：笠原良三
- 監督：松林宗恵
- 撮影：長谷川清
- 照明：石井長四郎
- 美術：中古智
- 録音：矢野口文雄
- 音楽：宅孝二
- 編集：岩下広一
- スチール：吉崎松雄

## 出演者
- 網野参太郎：森繁久彌
- 網野厚子：久慈あさみ
- 石橋鉄吉：加東大介
- 丹波久：小林桂樹
- 丹波登代子：司葉子
- 丹波未知子：内藤洋子
- 丹波隆子：伊藤ひでみ
- 丹波あぐり：英百合子
- 猿渡平一：藤岡琢也
- 井関英男：関口宏
- 三浦：東山敬司
- 花井：大矢茂
- 郷司敬之助：東野英治郎
- 汪滄海：小沢昭一
- 汪夫人：陳恵珠
- 梨花（汪滄海の姪）：恬妮（ティエン・ニー）
- 時岡マヤ：草笛光子
- 木内真沙枝／福山の芸者（二役）：団令子
- 順子：中真千子
- はるみ：進千賀子
- 社員A：川上大輔
- 社員B：斉藤宣丈
- 社員C：大沢健三郎
- 網野邸女中：浦山珠実
- 阿藻次郎（「阿藻珍味」社長）：十朱久雄
- 阿藻会長：左卜全
- 秘書課員：山田はるみ

## 同時上映
『幕末』
- 脚本・監督：伊藤大輔／主演：中村錦之助（現：萬屋錦之介）／中村プロ作品
- 小林桂樹は、この作品にも出演している（西郷吉之助役）。